# 荔枝角
荔枝角（英語：Lai Chi Kok）位於九龍半島西北部，處長沙灣以西，是新九龍及新界的分界點。行政上主要屬於深水埗區，西北面近荔景山路一帶則屬新界葵青區，為全港現時僅有橫跨九龍及新界界線之社區。

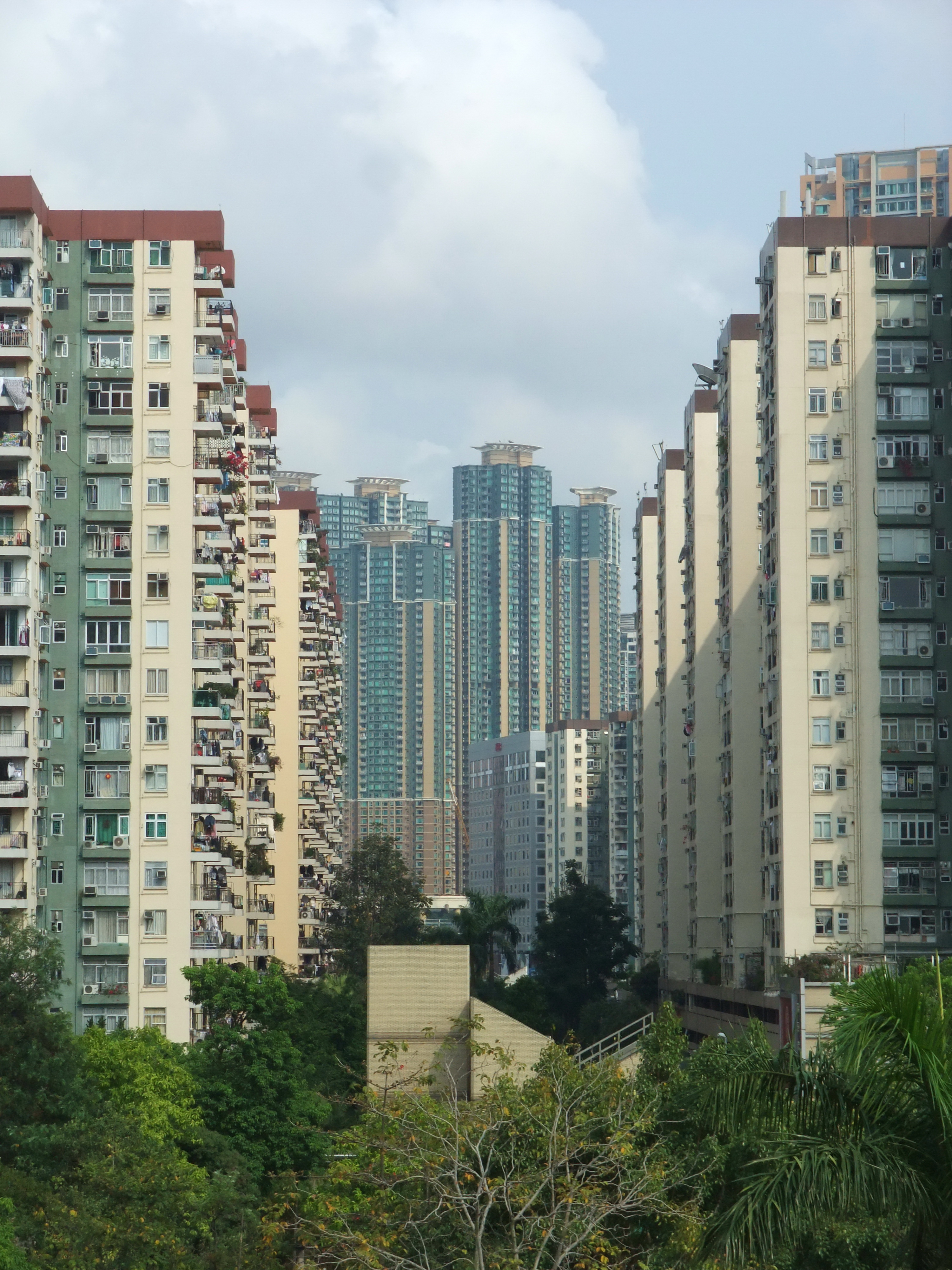
從荔枝角公園眺望遠前方長沙灣填海區的泓景臺。
左右兩旁方別為美孚新邨第5期及第7期，前方為美孚站（即萬事達廣場地底）。

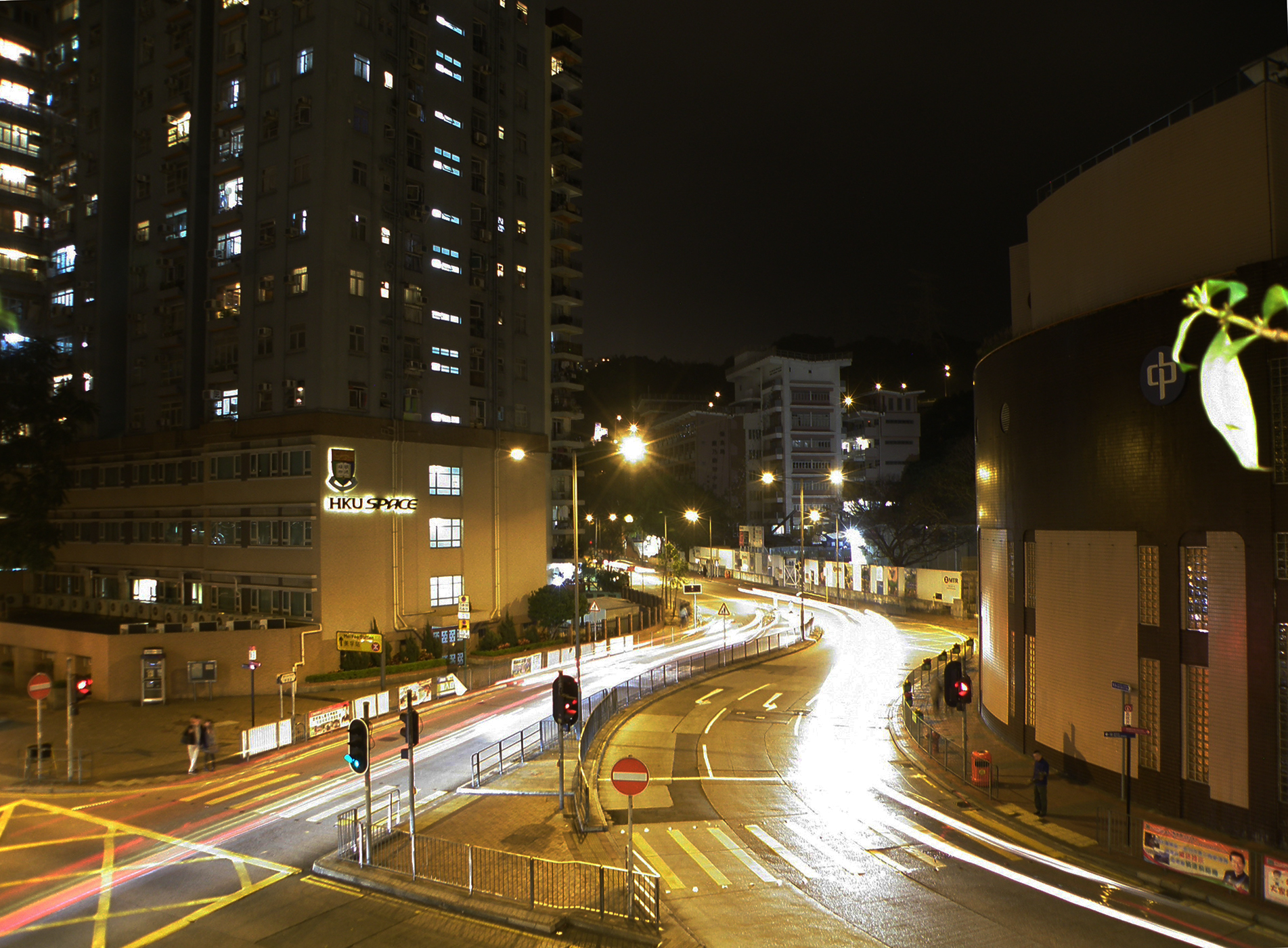
美荔道夜景

## 歷史
荔枝角原名孺地腳（ 或作「孺仔腳」），源於客家話，解作「兒子在沙灘上的腳印」，後來雅化為「荔枝角」。改用「荔枝角」之名是由於該處本來是一個圓形的海角，有如一顆荔枝突出海。翻閲清代嘉慶二十四年已卯（即公元1819年）刊行的《新安縣志》的〈官富司管屬村莊名單〉，只有「深水莆」（即後來的深水埗）、「長沙灣」等地名，而没有「孺地腳」或「荔枝角」，故推測早年荔枝角一帶較為荒僻。不過，曾姓客家人開村的九華徑村已有至少三百年歷史，曾氏族群是葵青區三大客家人家族之一 。
1920年代美孚石油公司（現為埃克森美孚）在荔枝角灣填海興建油庫。第二次世界大戰爆發期間，油庫曾遭日軍破壞。戰後該油庫仍然繼續運作，1959年至1969年期間，該處曾為香港商業電台的總部，其後遷往廣播道。1968年美孚油庫遷往牙鷹洲，原址發展為美孚新邨，1968至1978年美孚新邨八期先後分落成入伙，合共99座提供13,149個單位，成爲為香港樓宇座數最多的住宅屋苑。自1970年代，美孚新邨是中產人士的聚居地，亦是香港步入小康社會的一個標誌。
1982年5月17日地鐵荃灣綫通車，卻將長沙灣工業區一帶的車站稱為茘枝角站；而位於荔枝角一帶的車站稱為荔灣站，其後於1985年依美孚新邨而改稱為美孚站。

1967年集體運輸系統（即後來之地鐵）建議方案路綫圖，仍可見海角形狀。圖中「荔枝角站」通車時命名為「荔灣站」，1985年改為現名「美孚站」。

## 地理位置
荔枝角的範圍橫跨九龍及新界，東至蝴蝶道及青沙公路連接長沙灣；南至興華街西接昂船洲；西至清麗苑及下葵涌整個荔景山；北至荔景山路連接葵涌九華徑，東北面部分(蝴蝶谷道及青沙公路至呈祥道以北一帶)則為蝴蝶谷，因為港鐵荔枝角站建於蝴蝶谷以東，荔枝角作為地名之說有日漸向東移之勢，並收窄至形容長沙灣廣場及四小龍住宅一帶，但荔枝角實際範圍明顯更大。區內的屋苑及設施包括華荔邨、荔欣苑、荔灣花園、華豐園、荔景臺、美孚新邨、盈暉臺、清麗苑、瑪嘉烈醫院、葵涌醫院、前荔枝角醫院、荔枝角收押所、荔枝角巴士總站、荔枝角公園、荔枝角政府合署、荔枝角消防局、九龍巴士西九龍車廠及附近數間小型船廠。而港鐵荔枝角站及其周邊的地方，包括長沙灣廣場及深水埗運動場等，其地理位置其實是在長沙灣工業區，而不是荔枝角。海麗邨、泓景臺、昇悅居、宇晴軒、碧海藍天等位於荔枝角道以南西九龍新填海區，而美孚站（荃灣綫及屯馬綫部分）是位於荔枝角（即萬事達廣場地底及荔灣填海區）。
值得一提的是，現時荔枝角分屬葵青及深水埗兩區，亦為新界及九龍（新九龍）的邊界。呈祥道以西北一帶，包括全個荔景山（即舊稱磨石山及穿鼻山），在舊地圖中可見稱作荔枝角，惜此說法日漸息微，但荔景山上兩個水務署設施（荔枝角海水抽水站和荔枝角食水配水庫），仍保留荔枝角之名；而瑪嘉烈醫院的官方地址，亦是使用荔枝角為記。位於荔灣的荔欣苑、華荔邨及荔灣花園，常被誤認為屬於深水埗區，但其實都屬於葵青區的行政範圍；反而位處較西面的清麗苑（在荔景山路以南呈祥道以北）卻是歸屬深水埗區，但旁邊的荔景臺高級公務員宿舍則屬葵青區，而盈暉臺更曾發生一屋苑分屬兩區的情況（已於2007年全面劃入深水埗區）。
此位置為目前全香港惟一能從住宅群間，不知不覺穿越九龍及新界的界線（現時住宅區中的區界為盈暉臺與華荔邨、荔灣花園之間的消防通道和瑪嘉烈醫院與清麗苑之間的荔景山路），甚為特別。產生這種頗為複雜的分界，是由於荔枝角以北一帶山脈並非九龍北面向西伸延的山脈（獅子山和大老山），而是新界大帽山向南伸延的山脈（金山和坳背山），香港政府至殖民時代以來亦沒有將金山和坳背山列作新九龍和新界的分界線，而決定在蝴蝶谷以西用公路作為兩區的分界線。除此之外，港英政府統治期間一向視九華徑村為新界原居民村，享有丁屋權益，其村亦為荃灣鄉事委員會的屬村之一（葵涌沒有獨立的鄉事委員會，區內所有鄉村均屬荃灣鄉事委員會，而非葵青區內的青衣鄉事委員會）。回歸後政府維持原殖民地政府的原居民政策，造成九華徑、華荔邨等荔灣一帶仍被視為新界，不能隨意劃入屬九龍的深水埗區。
1980年代荔枝角灣進行填海工程，成爲荔枝角陸地之一部分。土地其後發展成荔枝角公園及現今的荔灣花園、華荔邨等住宅，縮短九華徑，清麗苑和美孚新邨的距離，三邊居民來往更容易。而位於葵涌中心地帶的葵芳、荔景跟華荔邨一帶相距又較遠，進一步模糊葵青區和深水埗區的分界。
荔枝角填海前，荔枝角灣（簡稱荔灣）海岸以北數十米已經是深水埗區和當時的荃灣區分界線，而該區在當時是荔園門口的河谷和三角洲，因此現今要在荔枝角西北面分辨九龍和新界會較爲困難。
2020年末，時任美孚北區議員李俊晞指，位於荔枝角公園體育館門外，原為慶賀千禧年而於1999年末埋下的文物時間囊，被康文署稱不對外公佈後突然被掘起，至今仍然未公開當年嘉賓和議員所儲存的物品。於該處擺放時間囊的原因，是該地屬當時臨時區域市政局及臨時市政局轄區交界點，亦即表示此地毗鄰新界和九龍的分界。事實上，埋下時間囊的距離與當時新界葵青區的舊邊界（景荔徑、荔景山路、荔灣道之交界點）只有約100米。

## 交通

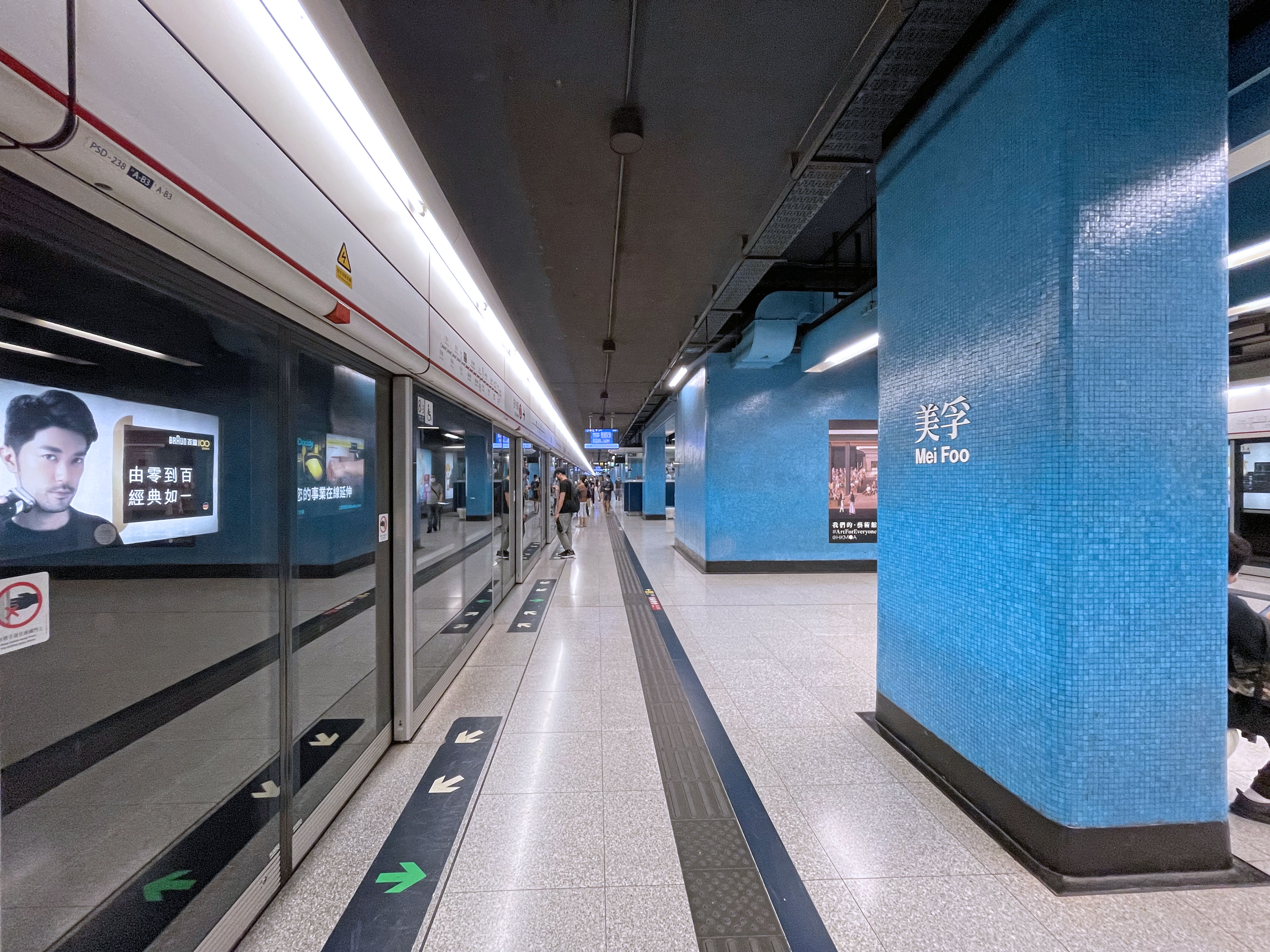
港鐵美孚站

## 住宅

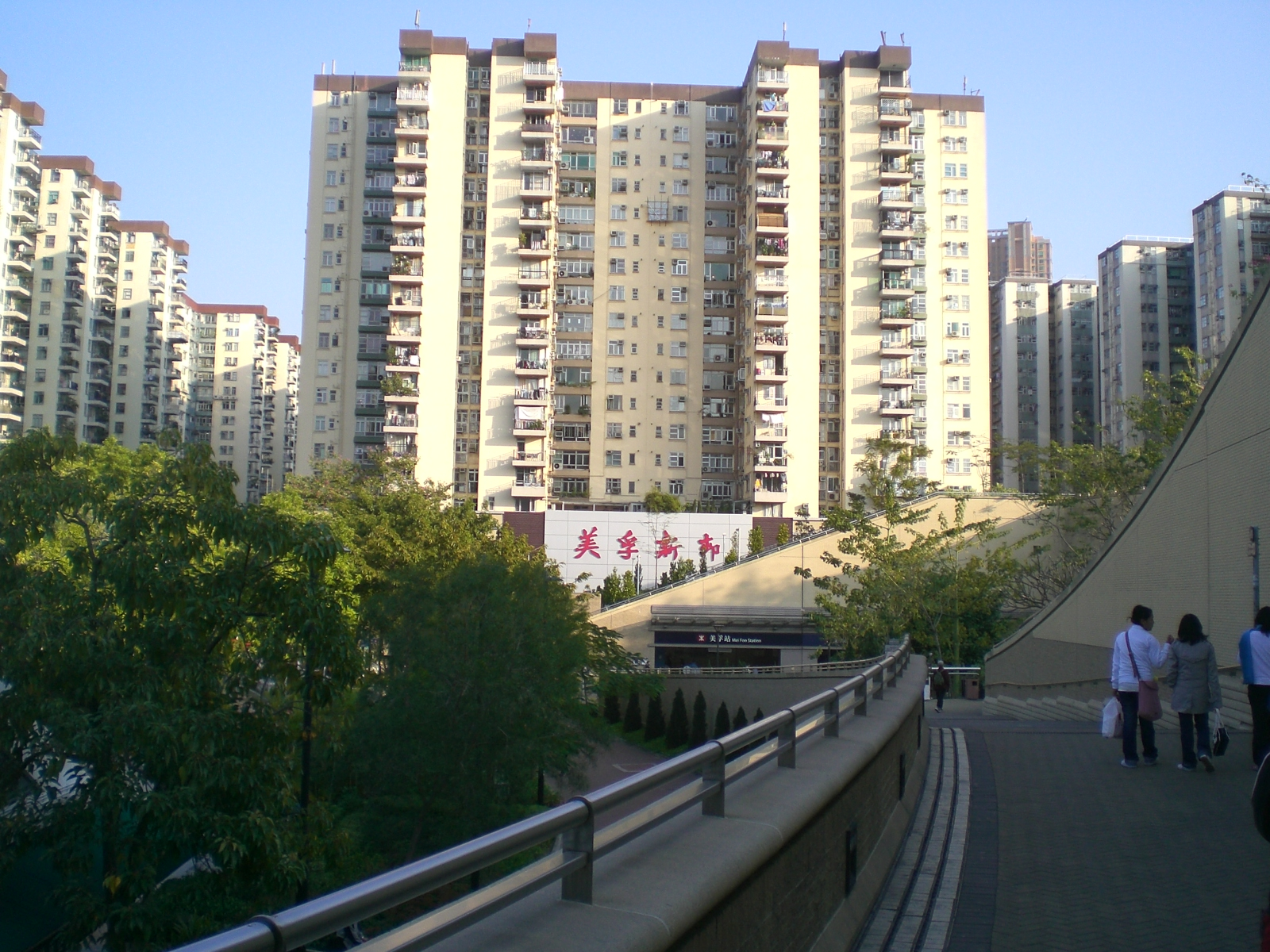
美孚新邨

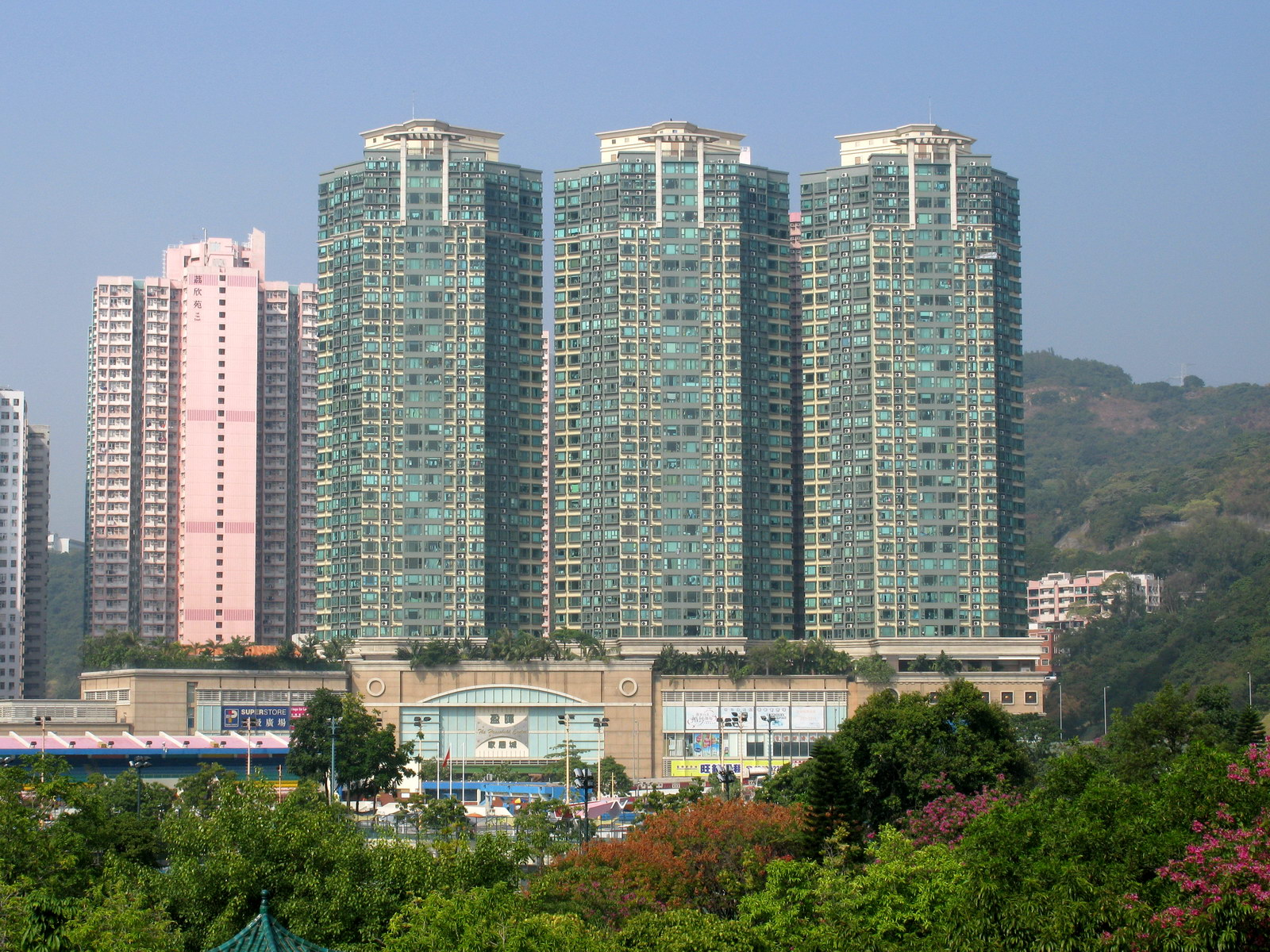
位處荔枝角北部的盈暉臺及後方的荔欣苑

全港首個大型私人屋苑美孚新邨佔去荔枝角灣填海區大半土地，前身為美孚油庫。除了美孚新邨之外，其他主要的發展包括西北面呈祥道一帶的清麗苑、荔欣苑、華荔邨和盈暉臺，以及美孚新邨東面的九巴荔枝角車廠重建項目曼克頓山。
- 曼克頓山
- 美孚新邨
- 盈暉臺
- 華荔邨
- 荔欣苑
- 荔景臺
- 樂園
- 華豐園
- 荔灣花園
- 清麗苑
- 鍾山臺
- 九華徑村

## 景點
該區有一個景點叫做嶺南之風，位於荔枝角公園內，屬於一個中式公園，以嶺南風格造園的原因是由於地點位於荔枝角的填海區，而荔枝又是嶺南名果。
前身是荔枝角醫院的饒宗頤文化館，第一期於2012年6月22日開幕，並於逢星期二、四、六免費開放公眾參觀。文化館為香港三級歷史建築，因此原有建築特色獲得保留。展館展出饒宗頤教授的作品，包括繪畫、書法、文玩及一系列學術著作。

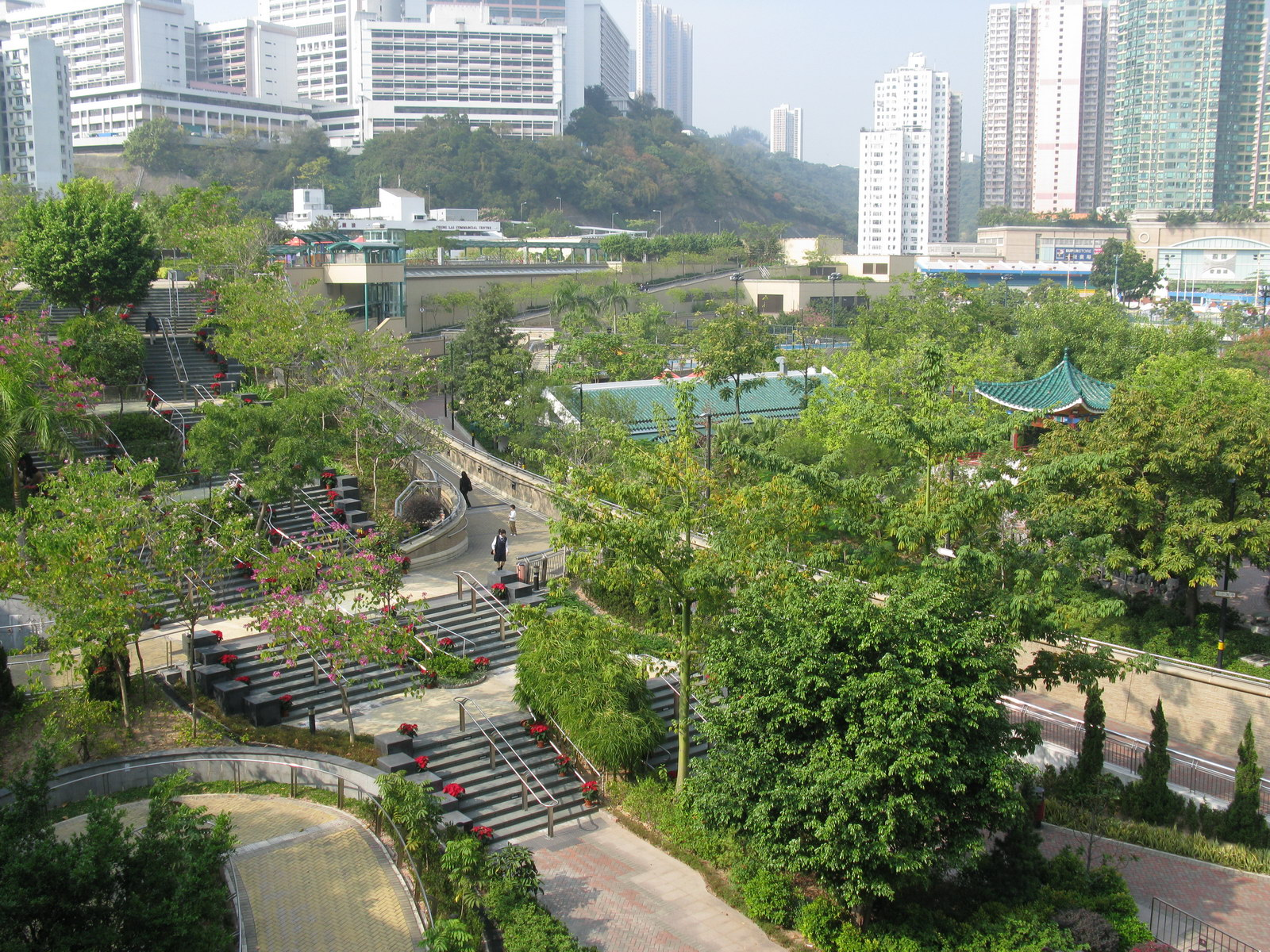
荔枝角公園
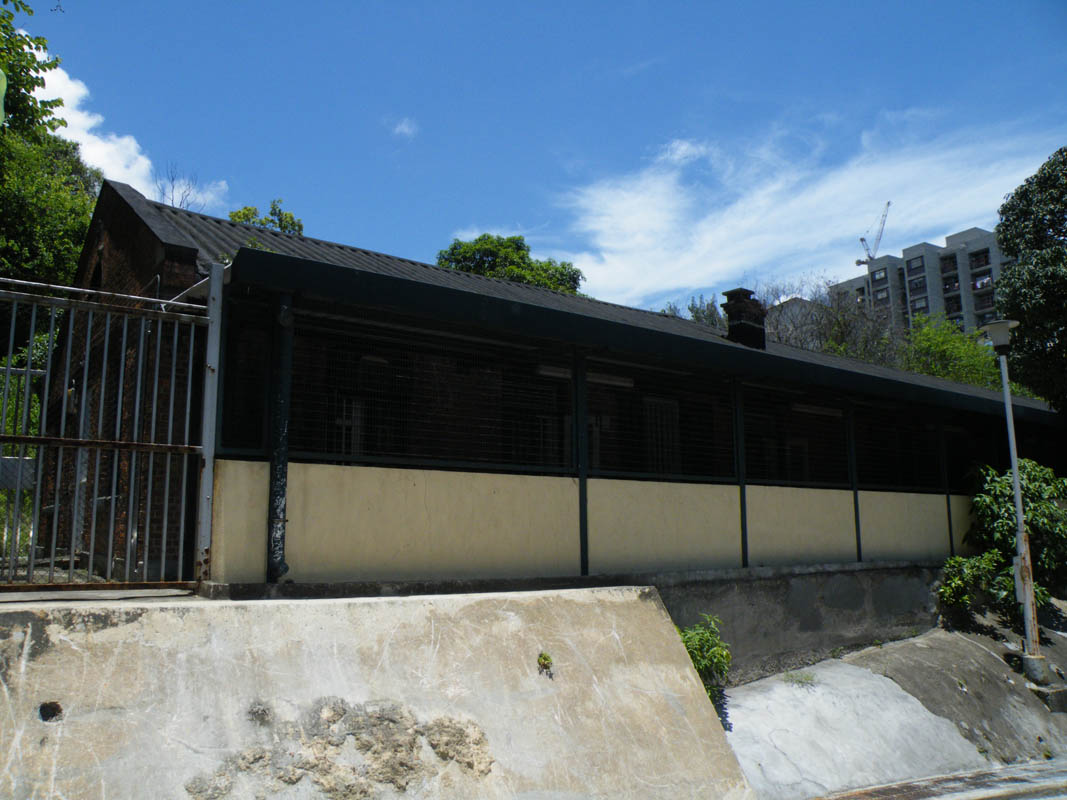
前荔枝角醫院
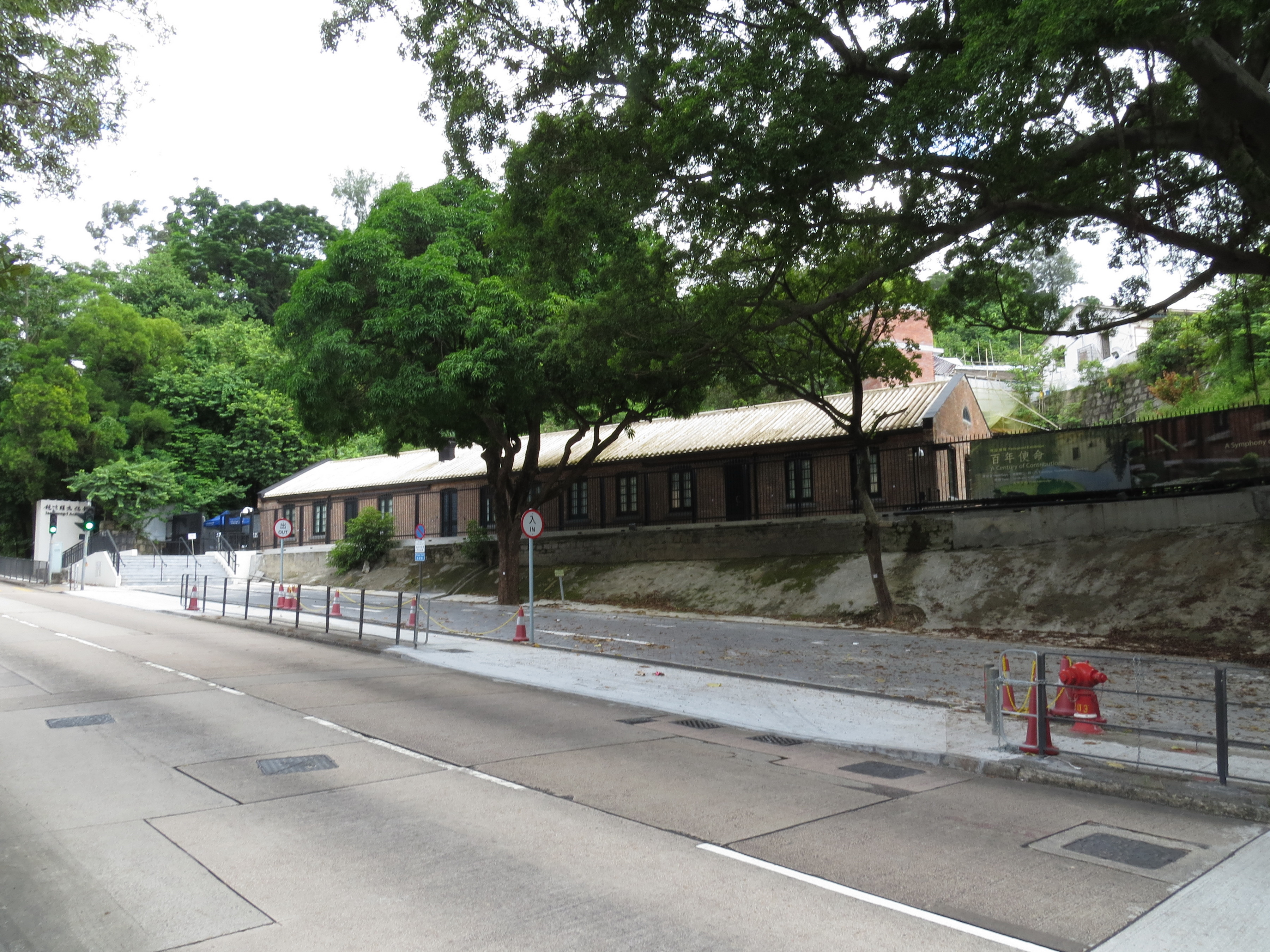
饒宗頤文化館

## 區議會議席分佈
荔枝角橫跨深水埗及葵青區。人口以美孚新邨和荔灣填海區的居民最多，選區均以內街作為分界綫。由於區內沒有大型重建或發展項目，區內5個選區自1999年的範圍幾乎保留一樣，唯因應填海工程而更改名稱。基於歷史原因，盈暉臺第2、3座曾屬葵青區荔華選區，2007年起改劃入深水埗區美孚北選區。因此屬九龍深水埗區的界線向北移約10米，現時以盈暉臺及華荔邨之間的消防通道為界。
| 年度/範圍                                        | 年度/範圍                                        | 2000-2003 | 2004-2007  | 2008-2011  | 2012-2015  | 2016-2019  | 2020-2023  | 區議會   |
| ------------------------------------------------ | ------------------------------------------------ | --------- | ---------- | ---------- | ---------- | ---------- | ---------- | -------- |
| 美孚新邨、荔枝角公園                             | 曼克頓山                                         | 美孚選區  | 美孚南選區 | 美孚南選區 | 美孚南選區 | 美孚南選區 | 美孚南選區 | 深水埗區 |
| 美孚新邨、荔枝角公園                             | 美孚巴士總站                                     | 荔灣選區  | 美孚中選區 | 美孚中選區 | 美孚中選區 | 美孚中選區 | 美孚中選區 | 深水埗區 |
| 美孚新邨、荔枝角公園                             | 清麗苑、盈暉臺第1座                              | 清荔選區  | 美孚北選區 | 美孚北選區 | 美孚北選區 | 美孚北選區 | 美孚北選區 | 深水埗區 |
| 盈暉臺第2、3座                                   | 盈暉臺第2、3座                                   | 華峰選區  | 荔華選區   | 美孚北選區 | 美孚北選區 | 美孚北選區 | 美孚北選區 | 深水埗區 |
| 荔灣花園、荔欣苑、華荔邨、樂園、華豐園、九華徑   | 荔灣花園、荔欣苑、華荔邨、樂園、華豐園、九華徑   | 華峰選區  | 荔華選區   | 荔華選區   | 荔華選區   | 荔華選區   | 荔華選區   | 葵青區   |
| 瑪嘉烈醫院、護士學校及宿舍、葵涌醫院、荔景臺一帶 | 瑪嘉烈醫院、護士學校及宿舍、葵涌醫院、荔景臺一帶 | 祖堯選區  | 祖堯選區   | 祖堯選區   | 祖堯選區   | 祖堯選區   | 祖堯選區   | 葵青區   |

註：以上主要範圍尚有其他細微調整（包括編號），請參閱有關區議會選舉選區分界地圖及條目。

## 外部連結
- 航拍荔枝角紀錄